# Karl Ernst Demandt
Karl Ernst Demandt (* 6. April 1909 in Apia, Deutsch-Samoa; † 30. Juni 1990 in Lindheim, Hessen) war ein deutscher Historiker und Archivar. Mit der Geschichte des Landes Hessen und dem Schrifttum zu Geschichte und geschichtlichen Landeskunde von Hessen (bis 1964) schuf er Grundlagenwerke für die Geschichte des Bundeslandes Hessen.

## Leben und Wirken
Karl Ernst Demandt wurde als Kind des aus Holzwickede in Westfalen stammenden Ernst Heinrich Demandt (1883–1957) und seiner aus Auras (Schlesien) stammenden Frau Meta, geb. Appelt (~1885–1935), in Apia auf Samoa, einem damaligen „deutschen Schutzgebiet“ in Polynesien, geboren. Seine Eltern betrieben dort zuerst eine Kakao-Plantage. Als die Mutter wegen einer Erkrankung im Oktober 1911 mit ihrem Sohn Karl Ernst nach Deutschland kam, wohnten sie anfangs auf ihrem alten Hof in Seelbach im Siegerland. Nach der Rückkehr der Mutter nach Samoa 1913 blieb Karl Ernst in Deutschland zurück und besuchte von 1915 bis 1919 die Volksschule; er wohnte während dieser Zeit bei Verwandten im nordhessischen Niedenstein. Im Anschluss besuchte er in Lüdenscheid ein Gymnasium und machte 1928 dort sein Abitur. Seine Eltern und seinen jüngeren Bruder Kurt Erich Georg (1919–1942 gef.) lernte er erst Ende 1923 bei einem Deutschlandbesuch der Familie kennen.
Ab 1928 studierte er in Tübingen Germanistik, Geschichte und Kunstgeschichte. 1928 wurde er Mitglied der Tübinger Burschenschaft Derendingia. Am 6. August 1927 trat er der NSDAP bei, jedoch im Mai 1928 wieder aus. Nach dem Wechsel an die Universität Marburg erreichte er 1934 seinen Abschluss für das Lehreramt an höheren Schulen. 1933 wurde Demandt mit dem Thema Die Verfassungsgeschichte der Stadt Fritzlar im Mittelalter promoviert, die Dissertation wurde jedoch erst Ende 1938 gedruckt bei der Universität abgeliefert. Als Mitglied des IV. Kurses wurde Demandt im Dezember 1935 am Institut für Archivwissenschaften und für geschichtliche Fortbildung (IfA) des Preußischen Geheimen Staatsarchivs examiniert.
Im Anschluss arbeitete er von 1936 an in verschiedenen Archiven in Berlin, Wiesbaden und Marburg. Dort wurde er 1939 zum Staatsarchivrat ernannt. 1933 war er der SA beigetreten und zum 1. Mai 1937 wieder der NSDAP (Mitgliedsnummer 5.395.601), 1938 schloss er sich der Waffen-SS an. Als Mitglied der SS-Division Totenkopf nahm Demandt 1940 am Frankreichfeldzug und 1941 am Krieg gegen die Sowjetunion teil; ob er an Ausschreitungen gegen Kriegsgefangene beteiligt war, ist jedoch unbekannt. Aufgrund einer Verwundung, die ihm Orden und Beförderung zum SS-Untersturmführer eintrug, wurde er von Juli 1942 bis Ende Januar 1943 in das SS-Rasse- und Siedlungshauptamt in Berlin versetzt. Von Frühjahr 1943 bis Mai 1945 war Demandt immer wieder an der Ostfront oder als Ausbildungsleiter in einer Unterführerschule eingesetzt. Bei der Kapitulation bekleidete er den Rang eines Hauptscharführers.
Nach dem Krieg wurde er nach der vorläufigen Entnazifizierung bereits 1949 im Staatsarchiv Wiesbaden beschäftigt und nach der endgültigen Entnazifizierung dort zum Staatsarchivrat ernannt. 1962 wurde er Oberarchivrat, 1963 stellvertretender Direktor des Staatsarchivs Marburg. Gleichzeitig war er Dozent an der Archivschule Marburg und hielt Vorlesungen an der Universität. 1974 wurde er pensioniert, brachte aber weiterhin wissenschaftliche Publikationen heraus.
Demandt gehörte drei hessischen historischen Kommissionen an: von 1939 an der Historischen Kommission für Hessen, von 1939 an der Historischen Kommission für Nassau und von 1955 an der Hessischen Historischen Kommission Darmstadt. In der Kommission für Nassau gehörte er von 1960 bis 1981 dem Vorstand an, von 1960 bis 1966 war er stellvertretender Vorsitzender.
Demandt bearbeitete die Regesten der Grafen von Katzenelnbogen und legte bis 1957 vier umfangreiche Bände dazu vor. Er rekonstruierte dabei das Archiv der Grafen bis zu ihrem Aussterben 1479 und ging damit weiter als viele der bisherigen Urkunden- und Regestenwerke, die nicht über die Grenze von 1350 oder spätestens 1450 hinausgekommen sind. Er ist der Vater des Althistorikers Alexander Demandt und Großvater des Kunsthistorikers Philipp Demandt.

## Ehrungen
Für seine Forschungen wurden Karl E. Demandt zahlreiche wissenschaftliche Ehrungen und Mitgliedschaften zugesprochen. 1973 erhielt er vom hessischen Kultusminister die Goethe-Plakette, 1974 wurde er Ehrenmitglied des Vereins für hessische Landesgeschichte und 1982 wurde ihm die Ehrendoktorwürde (Dr. jur. h. c.) durch den Fachbereich Rechtswissenschaften der Universität Marburg verliehen. 1984 erhielt er die Georg-Landau-Medaille des Vereins für hessische Landesgeschichte. 1987 wurde Demandt Ehrenbürger der Stadt Niedenstein, 1988 Ehrenbürger der Gemeinde Altenstadt-Lindheim.

## Schriften (Auswahl)
- Kultur und Leben am Hofe der Katzenelnbogener Grafen. In: Nassauische Annalen. Band 61, 1950, S. 149–180.
- Hessisches Ortswappenbuch. Bearbeitet im Auftrage des Staatsarchivs Wiesbaden von Karl E. Demandt (für Hessen) und Otto Renkhoff (für Nassau). Glücksburg/Ostsee 1956.
- Regesten der Grafen von Katzenelnbogen 1060–1486. 4 Bände, Wiesbaden 1953–1957.
- Geschichte des Landes Hessen. 2. Auflage, Kassel/Basel 1972.
- Schrifttum zur Geschichte und geschichtlichen Landeskunde von Hessen (bis 1964). Band 1–3, Wiesbaden 1965–1968.
- Standortbestimmungen der Genealogie. In: Heroldjahrbuch. 2, 1973.
- Bevölkerungs- und Sozialgeschichte der jüdischen Gemeinde Niedenstein 1653–1866. Ein Beitrag zur Geschichte des Judentums in Kurhessen. Wiesbaden 1980.
- Der Personenstaat der Landgrafschaft Hessen im Mittelalter. Ein „Staatshandbuch“ Hessens vom Ende des 12. bis zum Anfang des 16. Jahrhunderts. 2 Bände. Marburg 1981.
- Das Chorherrenstift St. Peter zu Fritzlar. Quellen und Studien zu seiner mittelalterlichen Gestalt und Geschichte. Marburg 1985.
- Die Siegener und Dillenburger Religionsprotokolle Graf Johanns VI. von Nassau 1561–1562. Wiesbaden 1986.
- Regesten der Landgrafen von Hessen. Band 2: Regesten der landgräflichen Kopiare. 2 Teile. Marburg 1990.